# 诺里斯格林
Norris Green是英格兰默西塞德郡利物浦市的一个大型住宅区和议会区。2001年人口普查时，该区人口为17,784人，2011年人口普查时，该区人口已降至15,047人。

## 历史
Norris Green在历史上是兰开夏郡的一部分，在20世纪20年代被开发出来，以利物浦的Norris家族的名字命名。
据认为，Norris Green所建的土地是由当时居住在附近Knowsley Hall的Derby勋爵捐赠给该市的。虽然也有人认为，德比勋爵并没有把这块土地赠与他人--他本来就不是这块土地的主人。
被称为Norris Green的地区是一个农业庄园；它向北延伸至Stone Bridge House，向南延伸至Norris Green农场（Hornspit Lane和Almonds Green交界处）。20世纪20年代的销售边界包括铁路、卡尔巷、德沃里豪斯巷和霍恩斯皮特巷。它被议会以6.5万英镑的价格从Leyland & Naylor的庄园买下。

## 地理
该地区由一些主要的主干道界定。这些道路是：北面是A580东兰开夏尔路和Walton Hall大道的一小部分，东面是Lowerhouse巷和Dwerryhouse巷，南面是Muirhead大道和Queens Drive，西面是Townsend大道，回到Walton Hall大道。
该地区西边是Walton，北边是Fazakerley，东边是Croxteth，南边是West Derby，西南边是Clubmoor。
Norris Green的区中心在当地被称为 "Broadway"，主要由Broadway和Broad Lane一带的商店组成（虽然这里实际上位于邻近的Clubmoor区）。前北利物浦支线从这里穿过，包括百老汇桥。
主要住宅区内没有实际的酒吧，但有少量的公共住宅，尤其是百老汇商铺附近的公共住宅。

## 住宅
庄园外围和主要通道上的房屋大多是砖砌的，而且建筑得很好，小路和居民区道路上的房屋则是混凝土结构。正是这批混凝土结构的房屋被认为是有缺陷的。
该小区在上世纪70年代初进行了大规模的升级改造，当时该小区几乎还属于地方政府所有。这是在引入购买权计划之前的几年，该计划赋予了市政当局的租户从地方当局购买房屋的权利。
在拆除 "靴子村 "上有问题的房屋后，计划在废弃的土地上建造一些新的住宅。这些拆除工作大多发生在2000年左右。

## 地标
从北面或西面接近Norris Green时，最显著的地标是前环线上的大型前柴郡铁路桥，由北向南横跨Utting Avenue和Townsend Avenue的交界处。一座20世纪30年代的装饰艺术公共图书馆也被广泛认可。Norris Green青年中心的外部和内部都进行了翻修；2011年的翻修工程得到了年度慈善活动 "Children Children in Need "的支持，并在BBC电视台的DIY SOS节目中进行了介绍。

## 交通
有多条往返于利物浦市中心和百老汇地区的公共汽车服务。14路公交车（可同时接受Arriva或Stagecoach公交车票或通行证）是从市中心到Willow Way, Croxteth的主要公交线路。Aigburth至Seaforth的61路公交车也是一条主要的跨市公交线路，也是经过该地区。一个提供有轨电车服务的项目，Merseytram，由于缺乏资金而被放弃。

## 著名人士
- 彼得-伯恩（Peter Byrne），哲学家
- 史蒂夫 科佩尔，前曼彻斯特联队足球运动员，前雷丁足球俱乐部主教练，出生于此。
- Shaun Duggan，作家，在这里出生并成长。
- 霍华德-盖尔，足球运动员。
- 演员Geoffrey Hughes出生于此。
- 霍莉-约翰逊和其他成员Frankie Goes to Hollywood。
- Chris Lawler，利物浦FC的足球运动员。
- Ian McCulloch (主唱)，是利物浦著名乐队Echo & the Bunnymen的主唱，在Norris Green的Parthenon Drive长大。此外，他们2006年的专辑Siberia中的一首曲子名为Parthenon Drive。
- 1962年起，BBC电台主持人Winifred Robinson在此居住了20年。
- Joe Royle，前Everton球员和曼城主教练，也是这里的居民。
- 1980年代的流行乐队A Flock of Seagulls起源于Norris Green。
- 演员汤姆-贝克在这里长大。